# Венцы (Волгоградская область)
Венцы — хутор в Клетском районе Волгоградской области России, в составе Верхнебузиновского сельского поселения.
Население — 119 (2010)

## История
Хутор относился к юрту станицы Старо-Григорьевской Второго Донского округа Земли Войска Донского (с 1870 года — Область Войска Донского). 
Располагался у самой границы Усть-Медведицкого округа и юртовой земли станицы Перекопской.

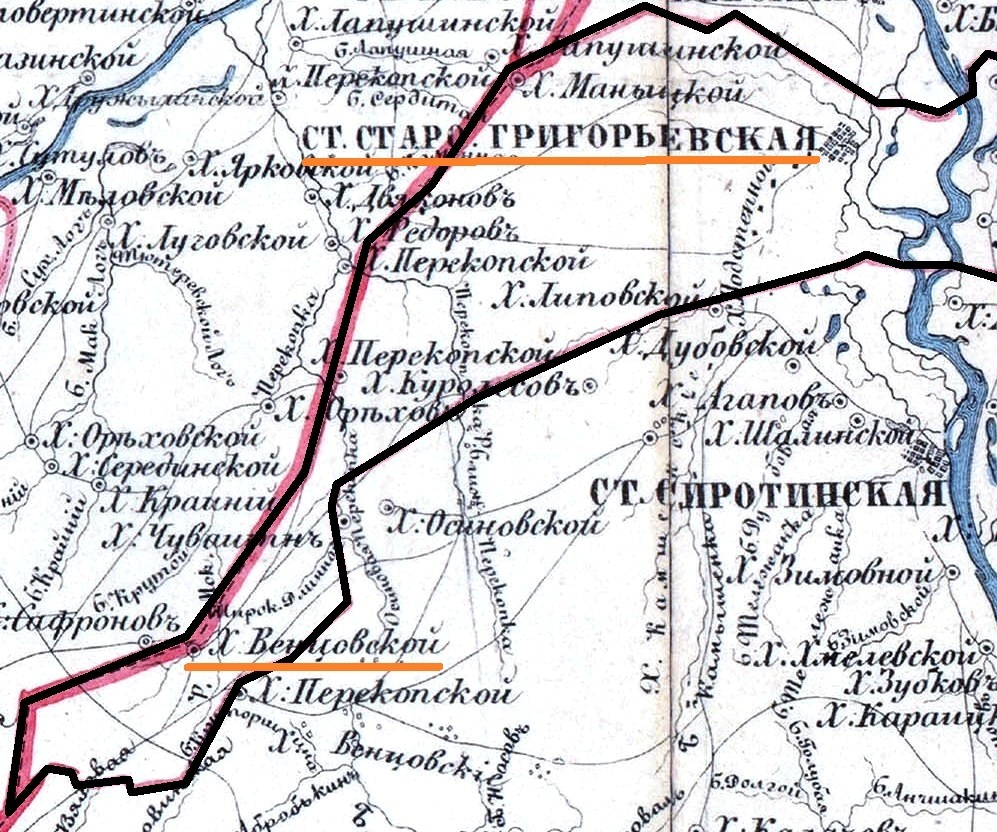
Карта Земли Войска Донского 1865 года. (Черным выделена юртовая земля Старо-Григорьевской станицы)

На ранних картах на этом месте обозначен как хутор Чувашин.

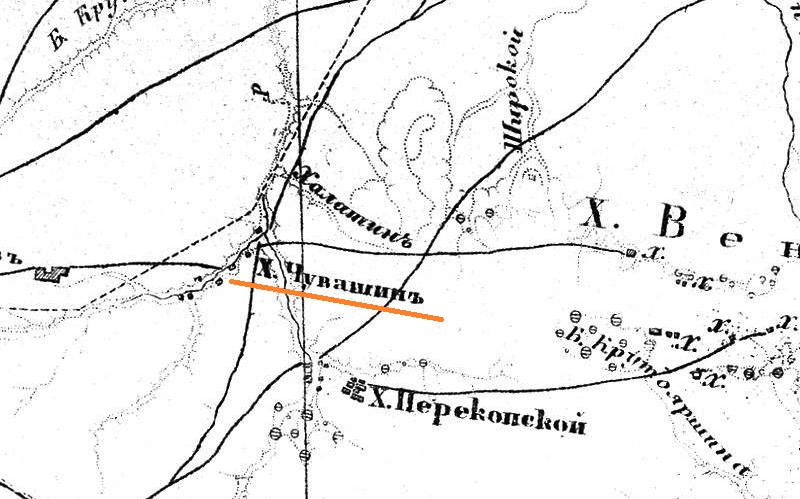
Хутор Венцовский (он же Чувашин) на 3х верстовой карте Шуберта, 1870 год

Согласно списку населенных мест земли Донского Войска в 1859 году в хуторе Венцовском Старо-Григорьевской станицы, расположенном на балке Дальней Осиновке, было 26 дворов, 98 жителей мужского пола, 116 женского и всего 116 человек.
Согласно списку населенных мест земли Донского Войска в 1873 году в хуторе Венцовском Старо-Григорьевской станицы, расположенном на балке Осиновой, было 49 дворов и 7 отдельно стоящих домов без двора, 134 жителей мужского пола, 162 женского и всего 296 человек.
Согласно переписи населения 1897 года в хуторе Венцовском Старо-Григорьевской станицы было 66 дворов, 165 жителей мужского пола, 185 женского и всего 351 человек.. Приписано к хутору было на 30 человек больше. Грамотных было 66 мужчин и 6 женщин, большинство получили домашнее образование. Основной род занятий у хуторян - земледелие, так же было 5 человек ремесленников (хлебопёки, плотник и гончар). Основной сословный состав - казаки области войска донского. По вероисповеданию - православные. Родной язык - великорусский. 
Согласно алфавитному списку населенных мест в 1912 году в в хуторе Венцовском Старо-Григорьевской станицы было 64 двора, 230 жителей мужского пола, 223 женского и всего 453 человека.. В хуторе располагались хуторское правление и приходское училище. Жители хутора числились прихожанами Усть-Медведицкого благочиния. 
Согласно списку населенных мест Сталинградской губернии в 1928 году хуторе Венцовский Ново-Григорьевской волости Сталинградского уезда было 69 дворов, 144 жителей мужского пола, 165 женского и всего 309 человек. Хутор был административным центром Венцовского сельсовета. 
В 1921 году хутор в составе Второго Донского округа передан в Ново-Григорьевскую волость Царицынской губернии. С 1928 года — в составе Клетского района Сталинградского округа (упразднён в 1930 году) Нижне-Волжского края (с 1934 года — Сталинградского края, с 1936 года — Сталинградской области, с 1961 года — Волгоградской области). До 1954 года существовал Венцовский сельсовет (в 1954 году территория передана в состав Ореховского сельсовета). В 1958 году хутор Венцы включён в состав Верхнебузиновского сельсовета.

## Общая физико-географическая характеристика
Хутор расположен в степи, в пределах Донской гряды, являющейся частью Восточно-Европейской равнине, на левом берегу реки Венцы (она же Мокрая Перекопка, возможно, она же Дальняя Осиновая), при впадении в нее балки Моисеевой, на высоте около 160 метров над уровнем моря. Рельеф местности холмисто-равнинный, сильно расчленённый балками и оврагами. Почвы — тёмно-каштановые.
По автомобильным дорогам расстояние до областного центра города Волгограда составляет 150 км, до районного центра станицы Клетской — 30 км, до административного центра сельского поселения хутора Верхняя Бузиновка — 21 км.
Часовой пояс
Венцы, как и вся Волгоградская область, находится в часовой зоне МСК (московское время). Смещение применяемого времени относительно UTC составляет +3:00.

## Население
| 1859 | 1873 | 1897 | 1912 | 1928 | 1987 | 2010 |
| ---- | ---- | ---- | ---- | ---- | ---- | ---- |
| 214  | 296  | 351  | 453  | 309  | ~100 | 119  |

По данным переписи 2020 года в национальной структуре населения даргинцы составляли 73,33 %